# Lohsa
Lohsa (szorb nyelven Łaz) település Németországban, azon belül Szászország tartományban. Lakosainak száma 5098 fő (2023. december 31.). Lohsa Spreetal, Boxberg/O.L., Radibor, Königswartha, Wittichenau és Hoyerswerda községekkel határos.

## Népesség
A település népességének változása:
| Lakosok száma | 5292 | 5271 | 5153 | 5145 | 5098 |
|               | 2017 | 2019 | 2021 | 2022 | 2023 |

Itt született az olimpiai bajnok magasugrónő Rosemarie Ackermann.